# Église Saint-Pierre-et-Saint-Paul de Comps
Pour les articles homonymes, voir Église Saint-Pierre-et-Saint-Paul.
L'église Saint-Pierre-et-Saint-Paul est une église romane située à Comps, dans le département français de la Drôme en région Auvergne-Rhône-Alpes.

## Historique
L'église romane de Comps est un ancien prieuré bénédictin de l'abbaye de Savigny.
Elle fait l'objet d'un classement au titre des monuments historiques depuis le 14 mars 1938.

## Architecture
La silhouette de l'église est dominée par une tour carrée très imposante dont le registre supérieur est rythmé de pilastres plats et surmonté d'un petit clocheton.
Les bras du transept prennent la forme de chapelles semi-circulaires, forme rencontrée généralement au niveau du chevet.
À l'ouest, la façade, très simple, est percée d'une porte rectangulaire et d'une baie cintrée.
La nef est tronquée, l'église est tout en largeur, dans le sens des transepts.

## Culture Populaire
Elle apparait dans l'émission T.V ""Mysteres"", épisode "Peur En La Demeure".